# Salsola divaricata
Salsola divaricata är en amarantväxtart som beskrevs av Francis Masson och Heinrich Friedrich Link. Salsola divaricata ingår i släktet sodaörter, och familjen amarantväxter. Inga underarter finns listade i Catalogue of Life.

## Bildgalleri

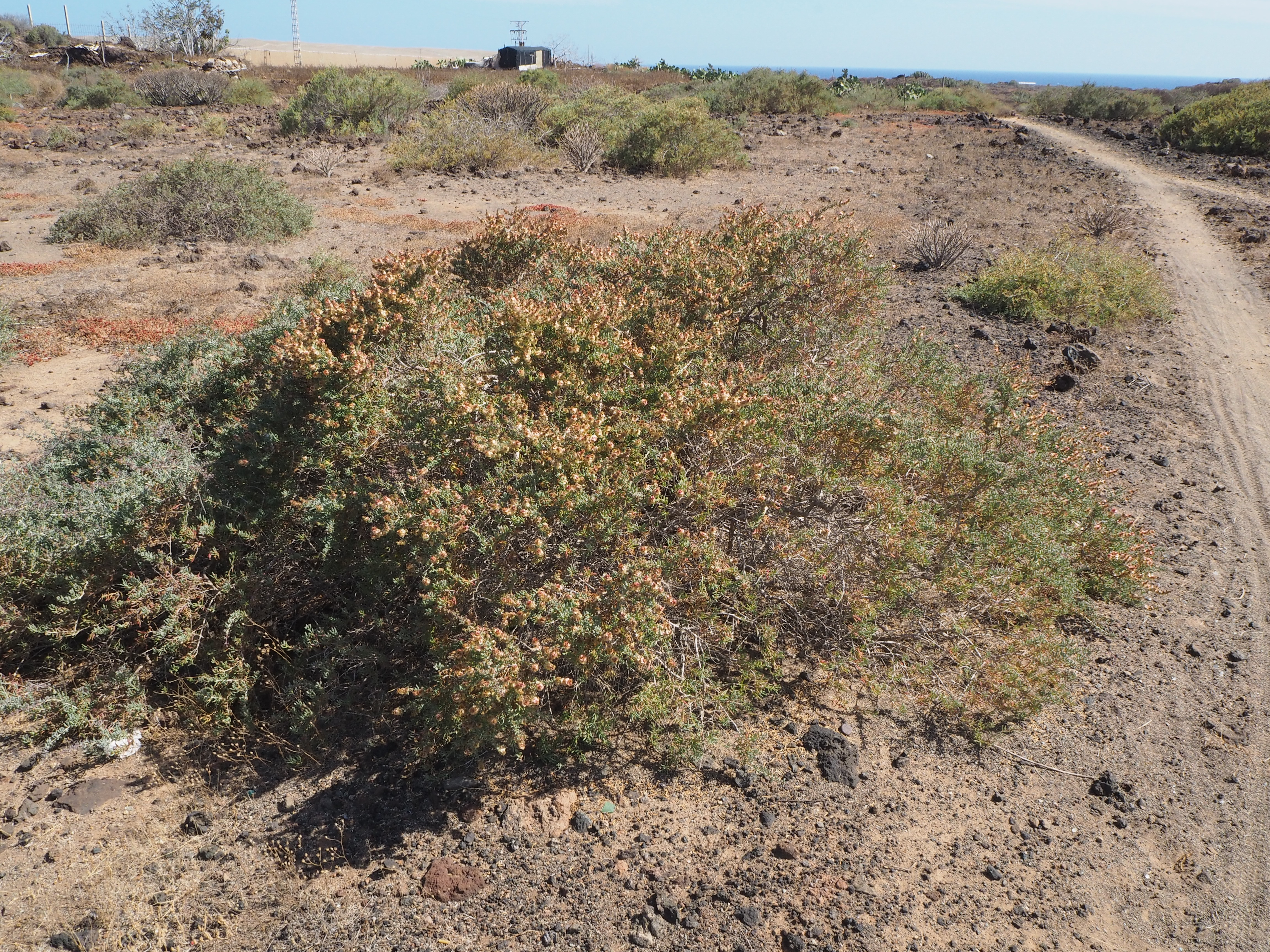
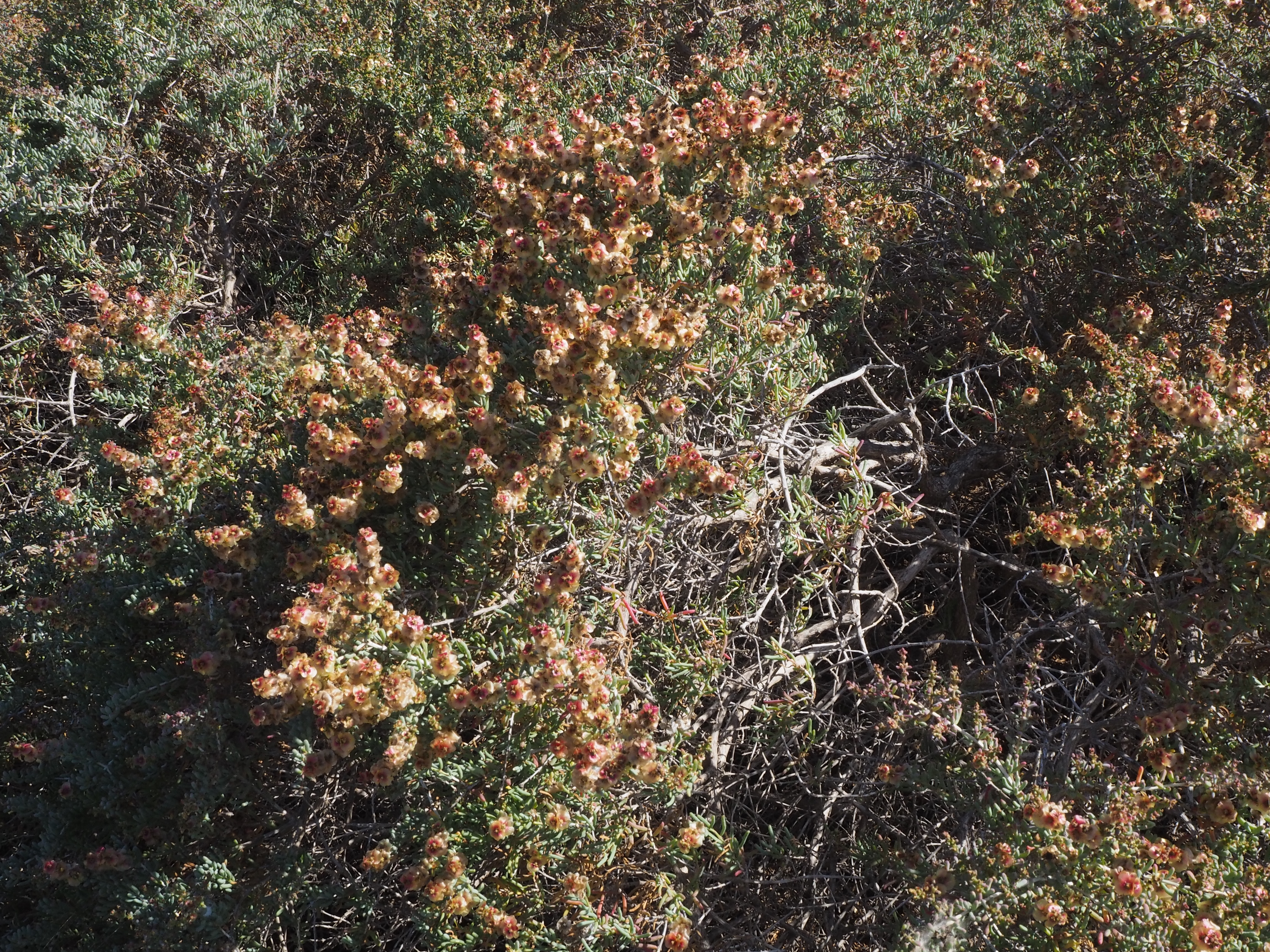
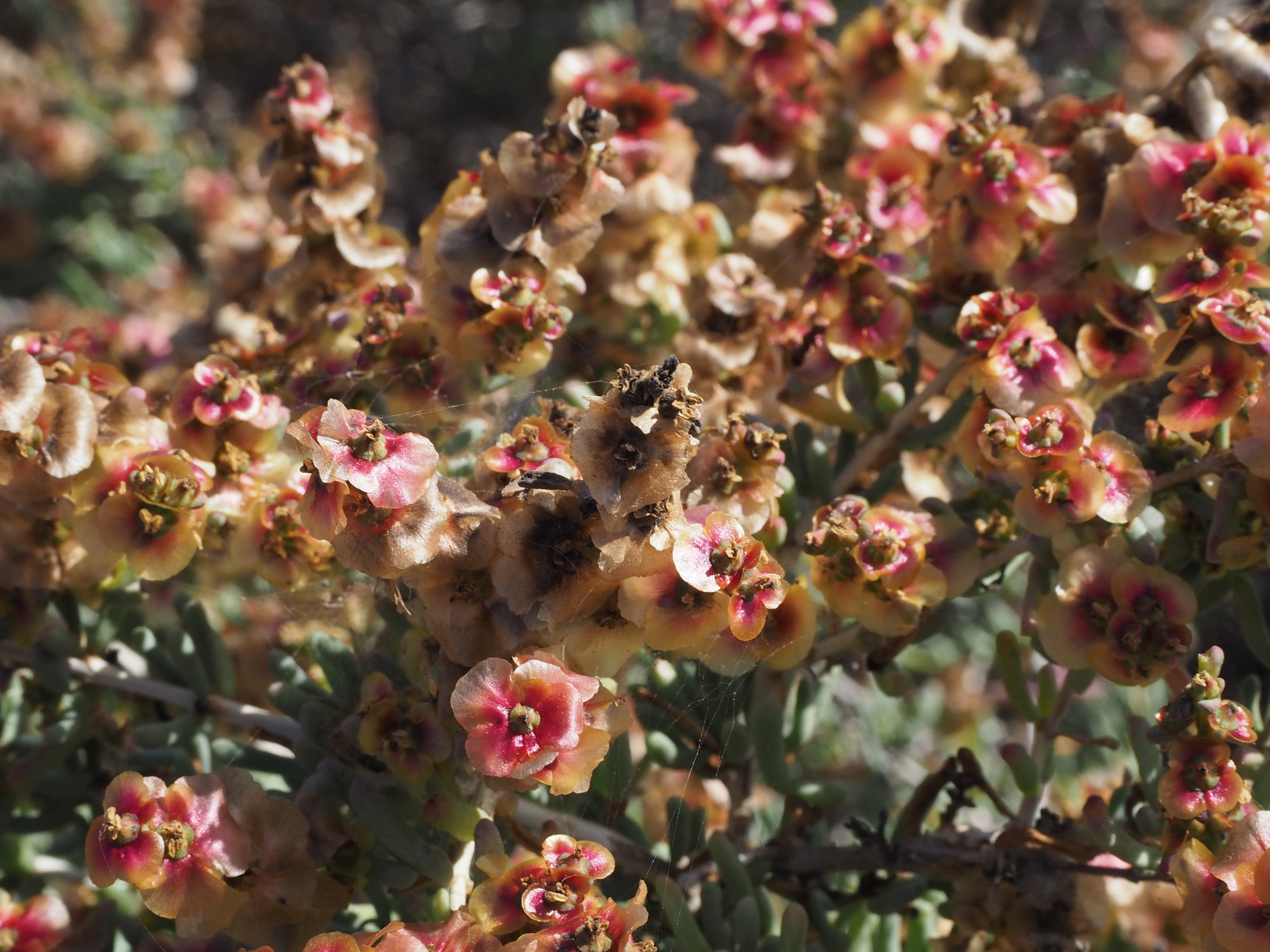
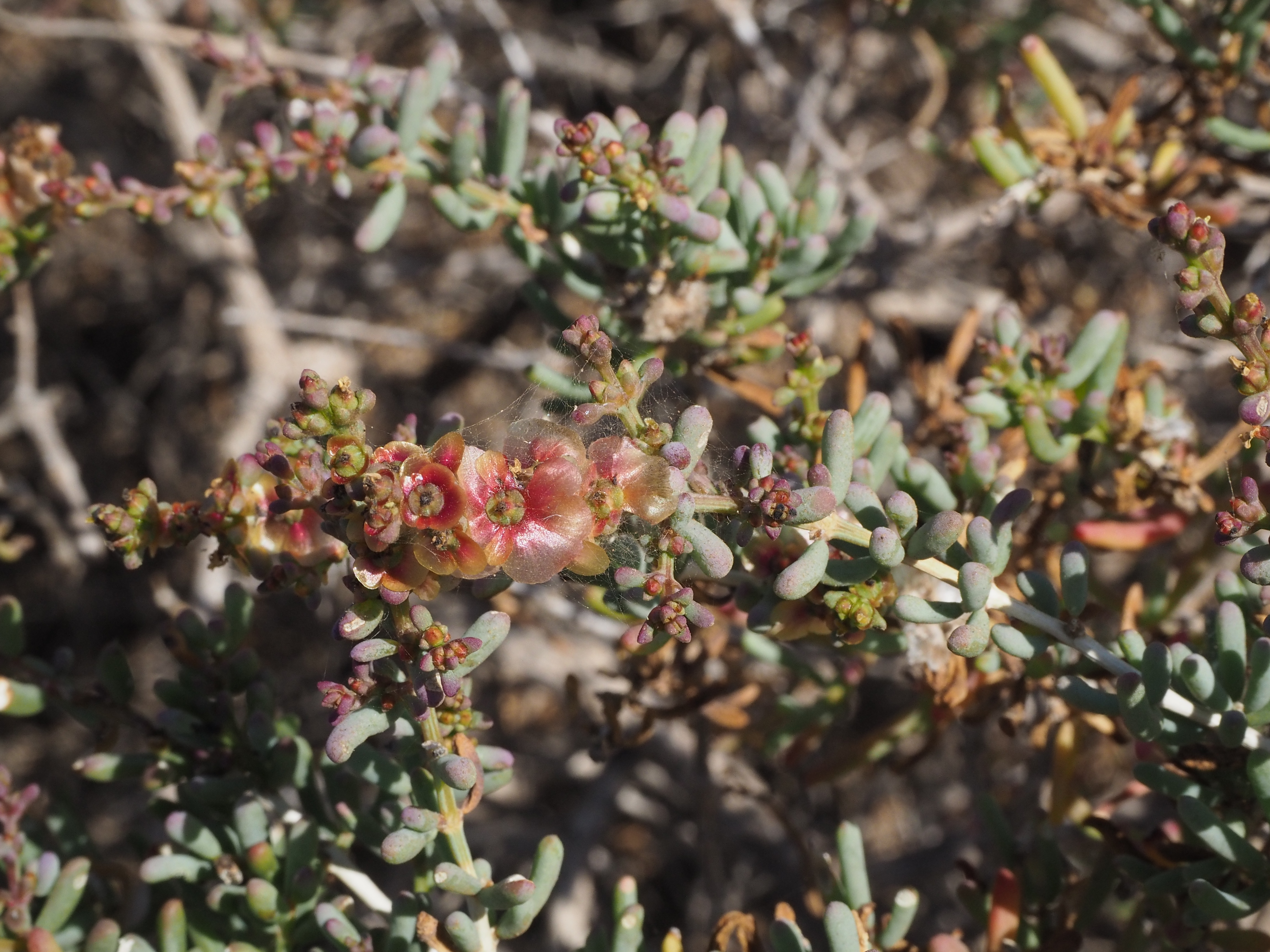